# Lago di Bordaglia
Il lago di Bordaglia (lâc di Bordaie in lingua friulana) è un piccolo lago alpino situato a 1750 m s.l.m. nel comune di Forni Avoltri (UD).

## Ambiente

### L'oasi faunistica di Bordaglia-Fleòns
Considerato tra i più bei laghi della Carnia, è inserito all'interno dell'oasi faunistica di Bordaglia-Fleòns istituita dalla regione Friuli-Venezia Giulia nel 1968.
Circondato da boschi di larici annosi e pini, presenta una flora piuttosto variegata, con specie protette come le genziane e una preziosa varietà di orchidee; è ricco di vegetazione arbustiva in cui trovano riparo il picchio nero, il merlo dal collare e gruppi di crocieri. Ai margini delle aree aperte si possono incontrare caprioli e cervi, mentre più in alto pascolano i camosci. Le sue costiere ospitano anche il gallo cedrone, la pernice bianca e il francolino di monte che, insieme agli ermellini e alle colonie di marmotte, sono tutte vittime degli agguati silenziosi della lince o dell'aquila reale. Il lago è di origine glaciale.